# Grosuplje (plaats)
Grosuplje is een plaats in Slovenië en maakt deel uit van de gemeente Grosuplje in de NUTS-3-regio Osrednjeslovenska. De plaats telde 7.703 inwoners op 1 januari 2020.